# Macrogomphus lankanensis
Macrogomphus lankanensis är en trollsländeart. Macrogomphus lankanensis ingår i släktet Macrogomphus och familjen flodtrollsländor. IUCN kategoriserar arten globalt som sårbar.

## Underarter
Arten delas in i följande underarter:
- M. l. keiseri
- M. l. lankanensis